# Mehari Gebre
Mehari Gebre (Mehari Gebre Baraki; * 1989) ist ein äthiopischer Marathonläufer.
2010 siegte er beim Alexander-der-Große-Marathon, und 2011 wurde er mit seiner persönlichen Bestzeit von 2:10:35 h Fünfter beim Marathon des Alpes-Maritimes.